# 無敵級*ビリーバー
「無敵級*ビリーバー」（むてききゅう ビリーバー）は、中須かすみ（相良茉優）および虹ヶ咲学園スクールアイドル同好会のシングル。2020年7月29日にLantisから発売された。
本項目では、カップリング曲として収録されている「未来ハーモニー」（みらいハーモニー）についても記述する。

## 背景
虹ヶ咲学園スクールアイドル同好会として初のシングルとして発表され、表題曲の「無敵級*ビリーバー」は、2019年秋に開催された投票企画『ラブライブ！虹ヶ咲学園スクールアイドル同好会新曲を歌えるのは1人だけ!?アニメーションPV付きシングル総選挙』で1位になった中須かすみ（相良茉優）のソロ曲。ラブライブ!シリーズのナンバリングシングルでは初のソロ曲であり、名義も「中須かすみ from 虹ヶ咲学園スクールアイドル同好会」となっている。また、この曲で虹ヶ咲のアニメ関連楽曲を多数作詞することとなるAyaka Miyakeが初めて参加した。
カップリングである「未来ハーモニー」は、虹ヶ咲学園スクールアイドル同好会名義の楽曲。テレビアニメ『ラブライブ！虹ヶ咲学園スクールアイドル同好会』（第2期）の第11話では「未来ハーモニー with YOU」のタイトルでインストゥルメンタルヴァージョンが使用され、2022年にリリースされたサウンドトラック『Bound for TOKIMEKI』に収録されている。また、2023年3月23日に放送された『アメトーーク!』（テレビ朝日系）にて、お笑い芸人のせいや（霜降り明星）が「絵心ない芸人」に出演した際、せいやが着ていた服が偶然にも「未来ハーモニー」の衣装とカラーリングが一致していることを視聴者が指摘し、自身のTwitterで「おれ未来ハーモニーなん？」と困惑したツイートを発信した。その後、間接的ではあるものの『ラブライブ!シリーズ』と『ラブライブ! スクールアイドルフェスティバル ALL STARS』の公式Twitterにて「未来ハーモニー」に関する動画を取り上げる事態まで発展した。

## PV

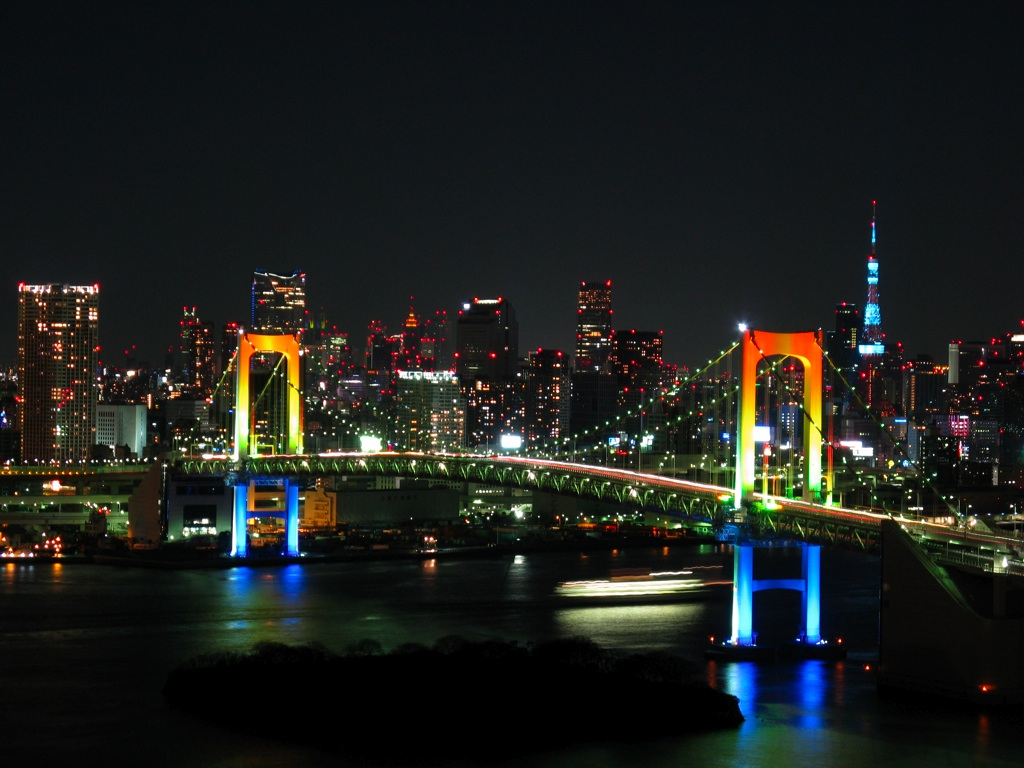
PVの舞台となったレインボーブリッジ

「無敵級*ビリーバー」、「未来ハーモニー」ともにアニメーションPVでは、レインボーブリッジがロケ地となっており、虹ヶ咲の舞台であるお台場のスポットも各所に登場する。
発売当時、同好会未加入だった三船栞子（小泉萌香）、ミア・テイラー（内田秀）、鐘嵐珠（法元明菜）の3人については登場していない。三船栞子については、発売直後の8月3日に同好会に加入した。

## リリース
2020年7月29日にLantisから、CD+BD同梱盤とCD+DVD同梱盤の2形態が発売された。BD及びDVDには「無敵級*ビリーバー」「未来ハーモニー」のアニメーションPVが収録されている。
プロフィールカード（全10種）がランダムで1枚、『ラブライブ! スクールアイドルフェスティバル ALL STARS』で使用できるシリアルコードが付属する。また、「虹ヶ咲学園スクールアイドル同好会 2nd Live! Brand New Story」のチケット最速先行抽選申込券が付属しているが、新型コロナウイルス感染拡大によってライブが無観客開催に切り替わったため無効となった。

## チャート成績
2020年7月28日付のオリコンデイリーランキングでは1.8万枚を売り上げ2位にランクインし、2020年8月10日付オリコン週間シングルランキングでは2.9万枚を売り上げて3位にランクインした。
2020年8月10日付のBillboard Japan Hot Animationでは3位、Billboard Japan Hot 100では16位にそれぞれランクインした。

## 収録曲
- 収録内容におけるボーカル曲は太字、ボイスドラマパートは▲印で表記する。

| #         | タイトル                                             | 作詞           | 作曲               | 編曲               | 時間  |
| --------- | ---------------------------------------------------- | -------------- | ------------------ | ------------------ | ----- |
| 1.        | 「無敵級*ビリーバー」(中須かすみ（相良茉優）)        | Ayaka Miyake   | DECO*27            | Rockwell           | 4:04  |
| 2.        | 「未来ハーモニー」(虹ヶ咲学園スクールアイドル同好会) | Kanata Okajima | Akira Sunset ulala | ulala Akira Sunset | 4:09  |
| 3.        | 「かすみのトキメキ祝祭！」(▲)                        |                |                    |                    | 16:32 |
| 合計時間: | 合計時間:                                            | 合計時間:      | 合計時間:          | 合計時間:          | 24:45 |

| #  | タイトル                                            | 作詞 | 作曲・編曲 |
| -- | --------------------------------------------------- | ---- | ---------- |
| 1. | 「無敵級*ビリーバー アニメーションPV」(フルサイズ)  |      |            |
| 2. | 「未来ハーモニー アニメーションPV」(ショートサイズ) |      |            |

## PVスタッフ
- 原作 - 矢立肇
- 原案 - 公野櫻子
- 監督・絵コンテ・演出 - 河村智之
- オリジナルキャラクターデザイン - KLabGames
- キャラクターデザイン・総作画監督 - 横田拓己
- 作画監督 - 水野辰哉、尾尻進矢、冨岡寛
- 美術監督 - 西倉力
- セットデザイン - 片岡一巳
- 色彩設計 - 赤間三佐子
- CGチーフ - 神谷宣幸
- CGIプロデューサー - 小石川淳
- 3DCGI - サブリメイション
- 撮影監督 - 杉山大樹
- 編集 - 小口理菜
- 音響監督 - 長崎行男
- 音楽制作 - ランティス、サンライズミュージック
- プロデューサー - 大塚大、小田誠
- 振付 - 尾上陽子（振付ユニットG-Rabby.）
- 製作 - プロジェクトラブライブ！虹ヶ咲学園スクールアイドル同好会（サンライズ、バンダイナムコアーツ、KADOKAWA）

### ユニットメンバー
1. 1 2 3 4 5 6  上原歩夢（大西亜玖璃）、中須かすみ（相良茉優）、桜坂しずく（前田佳織里）、朝香果林（久保田未夢）、宮下愛（村上奈津実）、近江彼方（鬼頭明里）、優木せつ菜（楠木ともり）、エマ・ヴェルデ（指出毬亜）、天王寺璃奈（田中ちえ美）